# Reventure
『Reventure』（レベンチャー）は、スペインのインディーゲームスタジオPixelattoが開発・発売したサイドビューのアクションアドベンチャーゲーム。
プレイヤーが主人公を操作し、暗黒の城の主であるダークロードにさらわれた姫を救出するというのが一応の目的である。ただし本作には、プレイヤーが様々な行動を試すことで発生する100種類のエンディングが存在しており、これらを収集することが実質的な目的となっている。

## システム
主人公の自宅を拠点として広大なエリアを探索し、各所にあるアイテムも駆使しながらエンディングへの到達を目指す。アイテムは後述のように多くの種類があるが、一部アイテムを除き取得ごとにジャンプ力が低下し、段差や割れ目の地形を越えられなくなっていく。一部の地形に落ちているヒントの紙切れを拾うと、特定のエンディングのヒントを見ることができる。
エンディングを迎えると拠点に戻り、直前の冒険での所持アイテムを全て無くした状態でゲームが再開される。一方で、一部のエンディング後には地形に変化が起こったりショートカット用のワープゲートが出現したりなどする。また、エンディングの内容に応じて主人公の姿が変化することもある。

## アイテム
取得後すぐにエンディングを迎えるアイテムと一部イベントアイテムは除く。
括弧内の表記はMicrosoft Windows版のもの。
伝説の剣
横方向の敵を攻撃する。草の地形を刈ることもできる。
ヒーローの盾（ヒーローシールド）
敵の体当たり攻撃を防ぐ。
ショベル
一部の地面を掘ることができる。
フックショット
一部の天井にフックを発射し、その場まで上昇できる。
バクダン
通路を塞いでいる大岩を破壊する。
ニワトリ
ジャンプ後に滑空できる。
マグマの守り（ラバーアクセサリー）
マグマの地形に落ちてもゲームオーバーにならずにその場で復活する。
コンパス
オプション画面にあるエンディングのヒントの中から一つを指定すると、エンディングに到達する場所の方向を指し示す。取得後のジャンプ力は変化しない。
地図
大まかに描かれた全体マップを表示し、主人公の現在地と指定したエンディングの場所を示す。取得後のジャンプ力は変化しない。
時のホイッスル
エンディング到達時に時間を戻し、特定のチェックポイントからゲームを再開できる。
ミスターハグ
特定の相手にハグできるようになるが、剣での攻撃ができなくなる。取得後のジャンプ力は変化しない。
ショットガン
前方に強力な射撃を行う。取得後は行動範囲が限定され、特定のエンディングを迎えた後は使用の機会がなくなる。
ニュークリアボム
各所にある砲台に込めて使用する。
お寿司
食べ物。一定時間が経過すると賞味期限が切れて消滅する。
なお、このアイテムは日本語版のものであり、他の使用言語では種類が異なる（例えば英語版ではハンバーガー、イタリア語版ではピザなど）。
ダークストーン
ダークロードが欲している石。太陽の光を浴びると消滅する。
プリンセス
救出の対象である姫。特定の扉を開くことができる。救出後のジャンプ力は変化しない。

## 開発
本作の原型となったのは、2017年12月開催のゲームジャム「Ludum Dare 40」で開発されたゲームソフト『Lonk's Greedy Adventure』である。設定された開発テーマ「The more you have, the worse it is（たくさんあればあるほどダメ）」を踏まえ、RPGなどにおいてアイテムをひたすら入手することに対するパロディとして開発した結果、全体で3位となった。その数か月後に商業ソフトとしての開発を開始し、『Lonk's Adventure』のタイトルでSteamの早期アクセス版が公開、発売間近の2019年5月には『Reventure』への改名が発表された。なお製品版には、『Lonk's Greedy Adventure』に改良を加えたゲーム「Lonk's Proto Adventure」（Windows版以外では「Protoventure」）が収録されており、100種類のエンディングを見つけた後のイベントをクリアすることでプレイ可能となる。
影響を受けた作品として、本作開発者のJavi Cepaは、アメリカのゲームブック『きみならどうする?』を挙げている。